# Betty Boothroyd
Betty Boothroyd (n. 8 octombrie 1929, Dewsbury, Anglia, Regatul Unit – d. 26 februarie 2023, Cambridge, Anglia, Regatul Unit) a fost un om politic britanic, membru al Parlamentului European în perioada 1973-1979 din partea Regatului Unit.